# Görmitz
Görmitz es una pequeña isla en el estuario de la laguna Achterwasser o Bodden en la isla de Usedom, en el norte de Alemania. La isla es una reserva natural, que es administrada por la Sociedad Jordsand para la Protección de las Aves y la Naturaleza (Verein Jordsand zum Schutze der Seevögel und der Natur).
Görmitz pertenece a la parroquia de Lütow en el Amt de Am Peenestrom. En el sur de la isla hay una granja habitada, las ruinas de una casa de vacaciones y un faro.
En la década de 1960 Görmitz estaba unida a Usedom, cerca de la localidad de Neuendorf por un terraplén. Su construcción estaba relacionada con la extracción de petróleo en Lütow, este se extrajo también en Görmitz en los años 1970 y 80.